# Museo Lunar
El Museo Lunar (Moon Museum) es una pequeña oblea cerámica que mide tres cuartos de pulgada por media pulgada, Contiene trabajos artísticos de seis artistas prominentes de la década de los 60. Los artistas con obras en el "museo" son Robert Rauschenberg, David Novros, John Chamberlain, Claes Oldenburg, Forrest Myers, y Andy Warhol.
Supuestamente, esta oblea estaba anexada a una pierna del módulo lunar y partió a la luna con el Apolo 12. El Museo Lunar es considerado como el primer objeto de arte espacial. Es imposible saber con certeza si el Museo Lunar se encuentra en la superficie de la luna sin enviar una nave para comprobarlo. Muchos otros objetos personales pertenecientes al Apolo 12 se encuentran ocultos en las capas de mantas de oro que envuelven la nave espacial.

## Historia
El concepto de Museo Lunar fue establecido por Forrest "Frosty" Myers. Él declaró: «Mi idea era juntar a seis grandes artistas y crear un pequeño museo que estuviera en la luna». Myers trató muchas veces de dar a conocer su proyecto a la NASA. Argumenta que la agencia nunca le dio una respuesta definitiva. Myers dijo: «Ellos nunca me dijeron que no, simplemente no conseguí que dijeran palabra alguna». En lugar de hacer el procedimiento adecuado, fue forzado a contrabandear la obra para subirla a la nave.
Myers contactó a Experiments in Art and Technology (E.A.T.), una compañía sin fines de lucro que estaba juntando a artistas con ingenieros para crear nuevas obras. A través de la E.A.T., Myers fue presentado a algunos científicos de Laboratorios Bell, especialmente a Fred Waldhauer. Usando técnicas normalmente usadas para producir circuitos de teléfono, los científicos grabaron los dibujos que Myers había reunido en pequeñas obleas cerámicas. Se crearon entre 16 y 20 obleas. Una partió al módulo lunar y el resto, copias de la original, se entregaron a los artistas y personas involucradas en el proyecto.
Cuando la NASA vaciló si la oblea sería permitida en el módulo, Waldhauer ideó otro plan. Waldhauer conocía a un ingeniero de Grumman Aircraft que trabajaba en el Apolo 12, quien accedió a colocar la oblea en el módulo. Myers preguntó a Waldhauer cómo sabría si realmente la obra llegaría al módulo de aterrizaje y Waldhauer le contestó que la persona que trabajaba para Grumman enviaría un telegrama cuando la oblea estuviera en su lugar. A las 3:35 p. m. del 12 de noviembre de 1969, dos días antes de que el Apolo 12 despegara, Myers recibió un telegrama en su hogar procedente de Cabo Cañaveral, Florida, diciendo: "YOUR ON' A.O.K. ALL SYSTEMS GO," firmado "JOHN F."
La existencia de la obra no fue revelada hasta que Myers informó al periódico The New York Times, el cual publicó un artículo de la historia dos días después de que el Apolo 12 dejara la luna y dos días antes de que cayera en el océano Pacífico.

## Obras de arte
Existen seis obras de arte localizadas en la cerámica, cada una de ellas en blanco y negro. Comenzando en la parte superior central se encuentra una simple línea por Robert Rauschenberg. A su derecha está un cuadrado negro con líneas blancas delgadas intersecándolo, pareciendo una pieza de circuito, por David Novros. Debajo se encuentra la contribución de John Chamberlain, un patrón de figuras que también parece circuito. En la parte media central, se encuentra una variación geométrica de Mickey Mouse, por Claes Oldenburg, una figura popular para los artistas de esa época. Myers creó la obra que se encuentra en la parte inferior izquierda, un dibujo generado a computadora de un símbolo llamado «Interconexión». Finalmente, el último dibujo en la parte superior izquierda es de Andy Warhol. Él creó una versión estilizada de sus iniciales, las cuales, dependiendo de la manera en que se miren, parecen una nave espacial o un miembro masculino mal dibujado. «Él estaba en su etapa de chico malo», declaró Myers. El trabajo de Warhol es cubierto con un pulgar en la imagen comúnmente asociada al Museo Lunar, pero se pueden encontrar otras imágenes con el dibujo visible.
John Chamberlain y Claes Oldenburg han confirmado a través de sus representantes que contribuyeron en la creación del Museo Lunar.